# 巴利·費格遜
巴利·費格遜，MBE（1978年2月2日—）是一名蘇格蘭職業足球員，擔任中場，並曾為蘇格蘭足球代表隊擔任隊長。

## 生平
巴利·費格遜出身格拉斯哥流浪，於1994/95年球季獲提升上一隊，但直到1997年5月10日才在1996/97年球季煞科日首次代表上陣出戰赫斯。1998/99年球季艾禾卡特執掌流浪，巴利·費格遜開始成為陣中主力。他在1998/99年球季因傷未能參與流浪贏得本土三冠王。1999/2000年球季巴利·費格遜表現出色，首次獲選蘇格蘭FWA足球先生，更獲任命為流浪的隊長。（Alex McLeish）於2001年12月接任領隊，2001/02年球季在兩人帶動下流浪奪得蘇格蘭聯賽盃及蘇格蘭足總盃兩項本土盃賽冠軍；翌年擔任中場的巴利·費格遜射入18球，流浪贏得本土三冠王，而他亦同時獲選蘇格蘭FWA足球先生及蘇格蘭PFA足球先生雙料榮譽。
2003年8月29日巴利·費格遜以750萬英鎊加盟英超球會布力般流浪。這次轉會並未帶來預期的成功，於2005年2月1日以450萬英鎊身價重返格拉斯哥流浪。2005/06年球季巴利·費格遜再次出任流浪的隊長，季後領隊離隊轉投伯明翰城，法國人保羅·勒岡（Paul Le Guen）上場，但兩人意見相左，最後更被剝奪其隊長職責及不派上陣，但這場鬥爭最後的勝利者是巴利·費格遜，保羅·勒岡在上任僅7個月便被解職離隊。
2008年5月14日歐洲足協盃決賽對辛尼特是巴利·費格遜第400場代表流浪上陣，但以0-2負於這支由前領隊艾禾卡特帶領的俄羅斯球隊。季後巴利·費格遜接受手術治理舊患，缺席比賽直到11月才告復出。由於巴利·費格遜與流浪隊友阿倫·麥奎格（Alan McGregor）在代表蘇格蘭負於荷蘭後外出飲酒，在翌場對冰島雙雙被貶為後備，但兩人在後備席卻作出「V」字手勢，2009年4月3日蘇格蘭足球總會終止兩人代表資格，而流浪亦剝奪巴利·費格遜隊長職責及罰款兩星期薪金。
2009年7月17日巴利·費格遜以約120萬英鎊轉投新升班的伯明翰城，追隨舊波士再戰英超，簽約三年。
2011年7月22日隨著伯明翰城降班英冠並需要減省球員薪金，巴利·費格遜轉投一同由英超降班的黑池，簽約兩年並可優先再續一年，轉會費沒有透露。
2012年11月2日，英乙球會費列活特從黑池借用巴利·費格遜至2013年1月1日。
2013年6月18日，黑池與35歲的巴利·費格遜簽署一份一年新約。

## 榮譽
格拉斯哥流浪
蘇格蘭超級聯賽 : 5 

1998/99年、1999/00年、2002/03年、2004/05年、2008/09年；
蘇格蘭盃 : 4 

2000年、2002年、2003年、2008年；
蘇格蘭聯賽盃: 5 

1999年、2002年、2003年、2005年、2008年；
伯明翰城
英格蘭聯賽盃: 1 

2011年；

## 外部連結
- 足球数据库：巴利·費格遜的球员统计数据
- 巴利·費格遜檔案 （页面存档备份，存于）

| 體育角色        | 體育角色                    | 體育角色         |
| --------------- | --------------------------- | ---------------- |
| 前任： 阿武羅素 | 格拉斯哥流浪 隊長 2000-03年 | 繼任： 摩亞      |
| 前任： 力臣     | 格拉斯哥流浪 隊長 2005-09年 | 繼任： 大衛·華亞 |
| 前任：          | 蘇格蘭 隊長 2003-09年       | 繼任：           |